# Руссковицы
Ру́ссковицы (фин. Ruskovitsa) — деревня в Большеврудском сельском поселении Волосовского района Ленинградской области.

## История
На карте Ингерманландии А. И. Бергенгейма, составленной по шведским материалам 1676 года, упоминается как деревня Ruskowits.
На шведской «Генеральной карте провинции Ингерманландии» 1704 года — как Ruskowitz.
Деревня Русковицы обозначена на «Географическом чертеже Ижорской земли» Адриана Шонбека 1705 года.
На карте Санкт-Петербургской губернии Я. Ф. Шмидта 1770 года и карте Санкт-Петербургской губернии Ф. Ф. Шуберта 1834 года, также как Русковицы.

РУСКОВИЦЫ — деревня принадлежит супруге генерал-адъютанта Адлерберга, число жителей по ревизии: 28 м. п., 41 ж. п. (1838 год)

На этнографической карте Санкт-Петербургской губернии П. И. Кёппена 1849 года она обозначена как деревня «Ruskowitz», расположенная в ареале расселения савакотов. В пояснительном тексте к этнографической карте она записана как деревня Ruskowitz (Русковицы) и указано количество её жителей на 1848 год: савакотов — 30 м. п., 40 ж. п., всего 70 человек.
На карте профессора С. С. Куторги 1852 года обозначена, как деревня Русковицы.

РУСКОВИЦЫ  — деревня жены генерала от инфантерии Адлерберга, 10 вёрст по почтовой, а остальные по просёлочной дороге, число дворов — 18, число душ — 33 м. п. (1856 год)

РУССКОВИЦЫ — деревня владельческая при колодце, по 2-й Самерской дороге, от Ямбурга в 45 верстах, число дворов — 15, число жителей: 48 м. п., 56 ж. п. (1862 год)

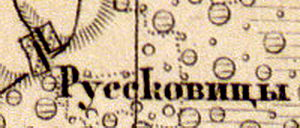
Деревня Руссковицы на карте 1863 года

В конце XIX — начале XX века деревня административно относилась ко Врудской волости 1-го стана Ямбургского уезда Санкт-Петербургской губернии. Население деревни было однородным — финским.
С 1917 по 1924 год деревня Руссковицы входила в состав Ямского сельсовета Врудской волости Кингисеппского уезда.
С 1924 года в составе Летошиицкого сельсовета.
Согласно данным переписи населения СССР 1926 года в деревне Русковицы проживали 103 человека, большинство финны, а также русские.
С 1927 года в составе Молосковицкого района.

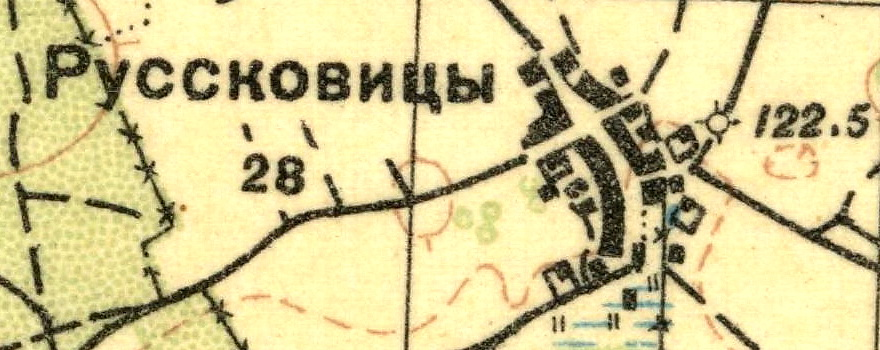
План деревни Руссковицы. 1930 год

Согласно топографической карте 1930 года деревня насчитывала 28 дворов.
С 1931 года в составе Волосовского района.
По данным 1933 года деревня Руссковицы входила в состав Летошицкого сельсовета Волосовского района.
В 1940 году население деревни также составляло 104 человека.
С 1 августа 1941 года германская оккупация. Деревня была освобождена от немецко-фашистских оккупантов 30 января 1944 года.
С 1954 года в составе Врудского сельсовета.
С 1963 года в составе Кингисеппского района.
С 1965 года вновь в составе Волосовского района. В 1965 году население деревни составляло 72 человека.
По административным данным 1966, 1973 и 1990 годов деревня Руссковицы входила в состав Врудского сельсовета с административным центром в посёлке Вруда.
В 1997 году в деревне Руссковицы проживали 9 человек, деревня относилась ко Врудской волости, в 2002 году — также 9 человек (русские — 78 %), в 2007 году — 8 человек.

## География
Деревня расположена в центральной части района к югу от автодороги 41А-002 (Гатчина — Ополье).
Расстояние до административного центра поселения — 7 км.
Расстояние до ближайшей железнодорожной станции Вруда — 5 км.

## Демография
| 1862 | 2002 | 2007 | 2010 | 2017 |
| ---- | ---- | ---- | ---- | ---- |
| 104  | ↘9   | ↘8   | ↗24  | ↘13  |

### Национальный состав
Согласно данным Всероссийской переписи населения 2021 года в деревне проживали 19 человек, из них:
 русские — 15, молдаване — 4 человека.

## Улицы
Дорожная.